# Elaeognatha submelanosticta
Elaeognatha submelanosticta är en fjärilsart som beskrevs av Embrik Strand 1917. Elaeognatha submelanosticta ingår i släktet Elaeognatha och familjen trågspinnare. Inga underarter finns listade i Catalogue of Life.